# Industrieclearing
Als Industrieclearing wird im Finanzwesen ein Clearing verstanden, bei dem ein direkter Austausch von Finanzinstrumenten zwischen – voneinander unabhängigen – Nichtbanken stattfindet.

## Allgemeines
Industrieclearing ist eine Form des externeren Cash Management, bei dem Nichtbank-Unternehmen außerhalb des Geldmarkts des Bankwesens direkt Liquiditätsüberschüsse und Liquiditätsdefizite miteinander austauschen. Es handelt sich um kurzfristige Finanztransaktionen zwischen Unternehmen, die Kreditgeschäfte zum Gegenstand haben. Findet das Clearing zwischen verbundenen Unternehmen statt, wird vom Konzernclearing gesprochen. Industrieclearing steht in Substitutionskonkurrenz zum Geldmarktgeschäft der Kreditinstitute. Oswald Hahn definierte das Industrieclearing deshalb „als Geldmarkt unter Bankkunden unter Ausschaltung der Banken“.

## Inhalt
Industrieclearing ist die gegenseitige Gewährung kurzfristiger Kredite zwischen Industrieunternehmen, um gegenseitig Liquiditätsüberschüsse und Liquiditätsdefizite auszugleichen. Es handelt sich um den von Lieferungen unabhängigen kurzfristigen Geldhandel zwischen Nichtbanken des Unternehmenssektors. Diese kurzfristigen Kredite werden an den Finanzprodukten des Tagesgeldes oder Termingeldes der Kreditinstitute orientiert, bei dem ein Unternehmen als Kreditgeber und das andere als Kreditnehmer fungiert und beide einen Fälligkeitstermin vereinbaren. Während der Laufzeit der Tages- oder Termingelder hat der Kreditgeber ein Kreditrisiko. Marktteilnehmer sind Unternehmen – meist Großunternehmen – mit erstklassiger Bonität.

## Arten
Unterschieden wird zwischen dem klassischen Industrieclearing und einer neuen Variante.
- Beim klassischen Industrieclearing stehen zwei Unternehmen in einer Lieferanten-Beziehung und einigen sich über eine Veränderung der Zahlungsfrist. Der überliquide Abnehmer akzeptiert ein zeitliches Vorziehen (englisch leading) der Zahlungsfrist durch Vorkasse, wobei ein niedrigerer Zins als der Geldmarktzins vereinbart wird. Das Hinauszögern der Zahlung (englisch lagging) geschieht etwa durch den Lieferantenkredit.
- Die neue Variante erfolgt losgelöst von einer Lieferbeziehung und ähnelt den Geldmarktgeschäften der Kreditinstitute, wobei oft ein Mindestbetrag von 5 Millionen Euro bei geringerer Standardisierung vereinbart wird.[6]

Die neue Variante hat sich zum eigentlichen Industrieclearing entwickelt.

## Geschichte
Insbesondere multinationale Unternehmen begannen um 1960 in Deutschland, sich vom Bankensektor zu emanzipieren und gründeten eigene Holding- und Finanzierungsgesellschaften. Es handelte sich um eine frühe Form der Disintermediation, weil der eigentlich zuständige Geldmarkt der Banken nicht mehr genutzt wurde. Die seit Januar 1937 bestehende Zinsverordnung schrieb für Kreditinstitute Sollzinsen und Habenzinsen vor, die als Höchst- bzw. Mindestpreise anzusehen waren. Im März 1965 gab es eine neue Zinsverordnung, die bis April 1967 galt, als die Bankzinsen freigegeben wurden. Industrieunternehmen konnten diese Zinsreglementierungen umgehen, indem sie sich gegenseitig direkt Kredite vergaben und somit nicht die Habenzinsverordnung beachten mussten. Dadurch konnten sie niedrigere Zinsen vereinbaren. So durften die Kreditinstitute im Oktober 1965 für ein Termingeld mit drei Monaten Laufzeit lediglich einen Habenzins von 2,5 % bezahlen, während ein Terminkredit bei Banken 8,5 % Sollzins kostete. Zur gleichen Zeit lag der Zins am „Industriegeldmarkt“ zwischen 4 % und 5 %. Mit der Aufhebung der Zinsverordnung im April 1967 verlor das Industrieclearing erheblich an Bedeutung. Industrieclearing ist aber wegen der Vermeidung der Mindestreserve (die den Habenzins der Banken vermindert) weiterhin interessant und auch Unternehmenspraxis.